# Enrique Rivas Cuéllar
Óscar Enrique Rivas Cuéllar (Nuevo Laredo, 8 de febrero de 1972) es un político y contador público mexicano, reconocido por haber oficiado como Diputado por la LXII Legislatura del Congreso del Estado de Tamaulipas y como Presidente Municipal de Nuevo Laredo.

## Biografía

### Primeros años y estudios
Rivas Cuéllar nació en la ciudad de Nuevo Laredo en 1972, hijo de Enrique Rivas Ornelas y María Enriqueta Cuéllar. Cursó la carrera de Contaduría Pública en la Universidad Autónoma de Nuevo León, graduándose en 1994. Posteriormente se inscribió en el Instituto de Especialización para Ejecutivos de Monterrey .

### Carrera
Se vinculó al Partido Acción Nacional a finales de la década de 1990. Luego de ocupar algunos cargos públicos y dentro del partido, el 1 de octubre de 2013 tomó protesta como diputado por la LXII Legislatura del Congreso del Estado de Tamaulipas en la categoría de mayoría relativa, permaneciendo en el cargo hasta el año 2016. Acto seguido presentó su candidatura a la Presidencia Municipal de Nuevo Laredo, obteniendo la victoria en los comicios y tomando protesta en octubre de 2016. Rivas se convirtió en el primer presidente municipal en la historia de Nuevo Laredo en conseguir la reelección, retomando su mandato en el año 2018 y en el 2021 juega para diputado local pero perdió, y ahora esta vinculado a proceso por los delitos de uso ilícito de atribuciones y funciones, así como ejercicio ilícito del servicio público, al realizar la compra-venta de un bien inmueble a -presunto- sobre costo con recursos público cometido en agravio del Ayuntamiento de Nuevo Laredo durante la administración 2018-2021.